# Catfish Hunter
James Augustus Hunter, soprannominato "Catfish" (Hertford, 8 aprile 1946 – Hertford, 9 settembre 1999), è stato un giocatore di baseball statunitense di ruolo lanciatore nella Major League Baseball (MLB). È stato introdotto nella National Baseball Hall of Fame nel 1987.

## Carriera
Hunter non giocò mai nelle minor league e la sua prima vittoria nella MLB avvenne il 27 luglio 1965 con la maglia dei Kansas City Athletics a Fenway Park contro i Boston Red Sox. Nel 1966 e 1967 fu convocato per i suoi primi All-Star Game.
Prima della stagione 1968, gli A's si trasferirono da Kansas City a Oakland. L'8 maggio di quell'anno, contro i Minnesota Twins, Hunter lanciò il nono perfect game nella storia del baseball. Divenne il primo giocatore dell'American League a riuscirvi da Charlie Robertson nel 1922 (esclusa la partita perfetta di Don Larsen nelle World Series 1956), in quello che fu anche il primo no-hitter della franchigia da Bill McCahan nel 1947 con gli allora Philadelphia Athletics. La gara rimase senza marcature fino alla parte bassa del settimo inning; sul piatto di battuta, Hunter batté tre valide, portando tre dei quattro punti di Oakland con un bunt nel settimo inning e un singolo con le basi piene nell'ottavo.
Hunter continuò a vincere gare e nel 1974 ricevette sia il titolo di lanciatore dell'anno assegnato da The Sporting News's che il Cy Young Award dell'American League, dopo un record di 25–12 ed avere guidato la lega con una media PGL di 2.49. Quell'anno gli A's vinsero le loro terze World Series consecutive. Dopo una violazione contrattuale della franchigia nel 1974, Hunter vinse una causa in arbitrato e gli fu concesso di lasciare gli Athletics in qualità di free agent. La sua esperienza con la squadra si chiuse con quattro stagioni consecutive con almeno venti vittorie e quattro vittorie alle World Series senza una sola sconfitta come lanciatore. Vinse 161 gare per gli A's, 131 nelle sette stagioni ad Oakland e 30 nelle prime tre a Kansas City. Hunter in seguito affermò di sentirsi piuttosto spaventato una volta divenuto free agent. "Non apparteniamo a nessuno", disse alla moglie.

### New York Yankees

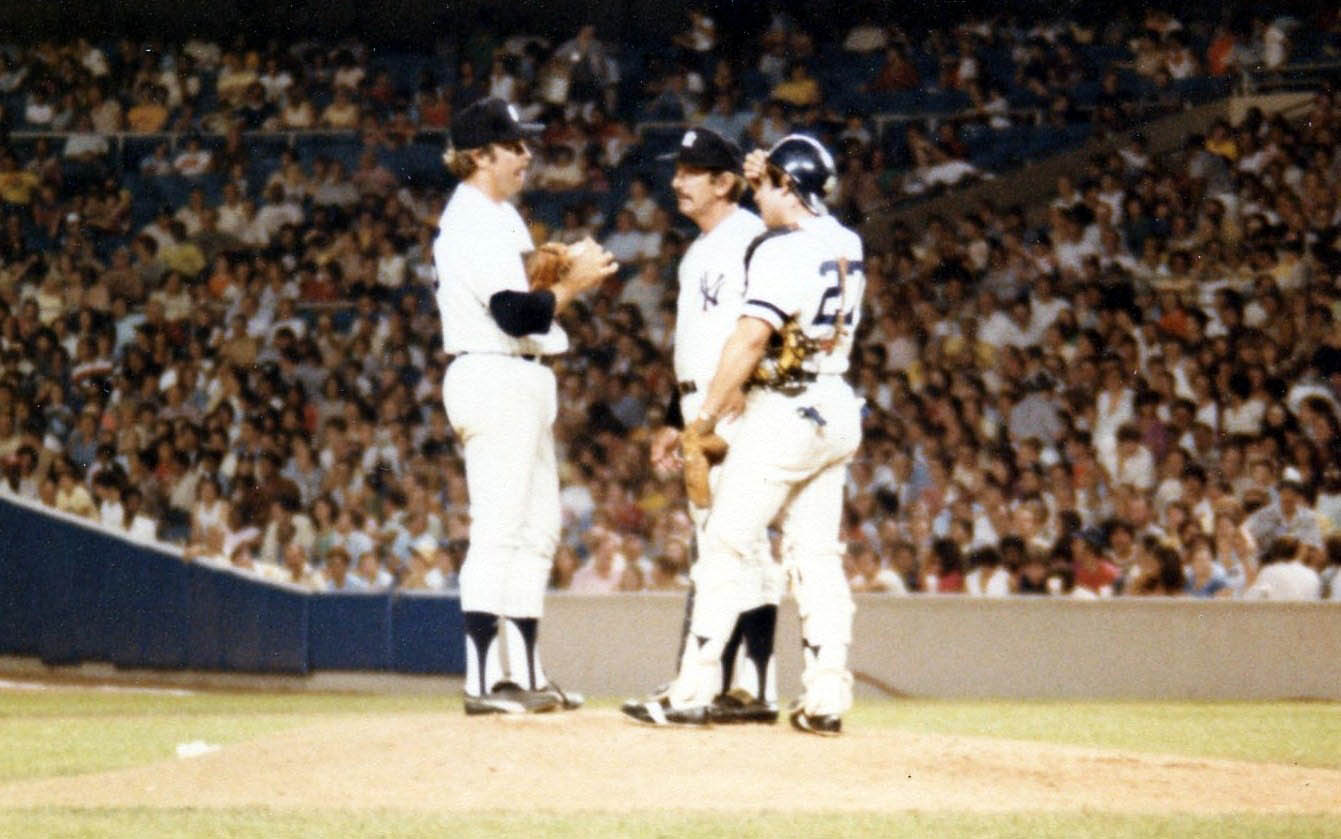
Hunter (sinistra) col manager Billy Martin e Brad Gulden poco dopo la morte di Thurman Munson nel 1979

Due settimane dopo la sentenza, Hunter divenne il giocatore più pagato nel baseball firmando un contratto quinquennale con i New York Yankees del valore di 3,35 milioni di dollari. Fu corteggiato da 23 squadre su 24, inclusi gli A's ma non i San Francisco Giants,, rifiutando offerte superiori dei San Diego Padres e dei Kansas City Royals. New York era più vicina alla natia Carolina del Nord e la squadra giocava su un prato di erba naturale.
Hunter ebbe una partenza difficoltosa iniziando con un record di 0–3 nelle prime tre gare ma si riprese e fu convocato per il suo settimo All-Star Game. Guidò la lega in vittorie (23) per il secondo anno consecutivo, oltre che in inning lanciati (328) e gare complete (30), finendo secondo dietro a Jim Palmer dei Baltimore Orioles nelle votazioni del Cy Young Award. Fu inoltre il quarto (e, al 2017, ultimo) lanciatore dell'American League a vincere 20 gare per cinque stagioni consecutive (1971–1975). Gli altri furono Walter Johnson (10), Lefty Grove (7) e Bob Feller (5).
Nel 1976, Hunter vinse 17 gare, venendo convocato per l'ottavo e ultimo All-Star Game. Quell'anno divenne il quarto giocatore a 200 vittorie prima dei 31 anni di età e il primo da Walter Johnson nel 1915 (prima dei quali vi erano riusciti Cy Young e Christy Mathewson).
Infortuni alle braccia iniziarono a tormentare Hunter a partire dal 1978. Nel ritiro primaverile gli fu diagnosticato il diabete. Si ritirò dopo la stagione 1979 alla fine del contratto quinquennale, all'età di 33 anni. Hunter vinse 63 gare con gli Yankees. Si ritirò con sei vittorie apparizioni alle World Series e cinque titoli.
Il cantautore americano Bob Dylan e il paroliere Jacques Levy scrissero una canzone durante la registrazione dell'album Desire del 1976 dal titolo Catfish dedicata proprio ad Hunter, soprannominato appunto "Catfish".

## Palmarès

### Club
- World Series: 5

Oakland Athletics: 1972–1974
- New York Yankees: 1977, 1978

### Individuale
- Cy Young Award: 1

1974
- MLB All-Star: 8

1966, 1967, 1970, 1972–1976
- Leader della MLB in vittorie: 2

1974, 1975
- Leader dell'American League in media PGL: 1

1974
- Lanciatore di una partita perfetta (8 maggio 1968)
- Numero 27 ritirato dagli Oakland Athletics